# Heinz Traser
Heinz Traser (* 4. Januar 1953 in Darmstadt) ist ein ehemaliger deutscher Fußballspieler, der in der Regionalliga, 2. Bundesliga und der Bundesliga in den Jahren 1971 bis 1985 zum Einsatz kam.

## Laufbahn

### Offenbacher Kickers, 1971 bis 1974
Der zusammen mit seinem Zwillingsbruder Ernst aus Wixhausen (bei Darmstadt) in die Jugendabteilung von Kickers Offenbach gekommene Offensivspieler wurde am 14. April 1971 beim UEFA-Qualifikationsspiel gegen Italien in die DFB-Jugendnationalmannschaft berufen und gehörte aber der Runde 1971/72 dem Vertragsspielerkader in der Regionalliga Süd unter Trainer Kuno Klötzer an. In der Meisterrunde kam er lediglich zu drei Einsätzen und in der erfolgreich für den OFC verlaufenen Aufstiegsrunde wurde er nur am 4. Juni 1972 beim 4:1-Heimerfolg gegen Wacker 04 Berlin in der 79. Spielminute eingewechselt. Da er in der Fußball-Bundesliga nicht an der Konkurrenz von Manfred Ritschel, Erwin Kostedde und Sigfried Held vorbeikam – 1972/73 kam er zu zwei Einsätzen und wurde in der Folgesaison gar nicht berücksichtigt –, wechselte er während der Saison 1973/74 zusammen mit Bruder Ernst zum 1. FC Saarbrücken in die Regionalliga Südwest.

### 1. FC Saarbrücken, 1974 bis 1981
In der ersten Saison der neu eingeführten 2. Bundesliga belegte Heinz Traser mit dem 1. FC Saarbrücken den 7. Tabellenplatz. Er hatte in 34 Einsätzen mitgewirkt und dabei vier Tore erzielt. Als den Saarländern 1976 durch den Meisterschaftsgewinn der Aufstieg in die Fußball-Bundesliga glückte, konnte er verletzungsbedingt  nur sieben Spiele bestreiten. Im Fußball-Oberhaus hatte er in der Saison 1976/77 durch 27 Spiele mit vier Treffern seinen Anteil am Klassenerhalt, der auch durch den Trainerwechsel im Oktober 1976 hin zu Manfred Krafft in der Rückrunde geglückt war. Auch in seiner zweiten Saison in der Bundesliga gehörte Heinz Traser der Stammbesetzung des 1. FC Saarbrücken an. Er absolvierte 32 Spiele und steuerte zwei Treffer bei. Mit 22:46 Punkten stieg der 1. FC Saarbrücken aber aus der Bundesliga ab. Nach dem Abstieg blieb der offensivstärkere der Traser-Zwillinge noch bis 1981 in Saarbrücken. Trotz seiner 19 Treffer in der Runde 1980/81 stiegen die Saarländer aus der 2. Fußball-Bundesliga ab, woraufhin Heinz Traser zum KSV Hessen Kassel wechselte. Er hatte für den 1. FC Saarbrücken in den Jahren 1974 bis 1981 131 Spiele mit 38 Toren in der 2. Bundesliga und 59 Spiele mit sechs Toren in der 1. Liga bestritten.

### KSV Hessen Kassel, 1981 bis 1985
In vier Runden in Kassel kam Heinz Traser auf 128 Einsätze in der 2. Bundesliga und erzielte dabei 52 Treffer für die Nordhessen. Seine 52 Treffer sind der interne Torschützenrekord von Hessen Kassel in der 2. Bundesliga. Dreimal in Folge belegte er in den Jahren 1983 bis 1985 mit dem KSV den vierten Rang. Als Trainer erlebte er Rudi Kröner, Timo Konietzka und Jörg Berger. Mit 32 Jahren beendete er 1985 seine Karriere in der 2. Bundesliga und ließ beim Amateurverein FCA 04 Darmstadt seine Karriere in der Gruppenliga Süd in Hessen ausklingen. 1987 beendete er seine aktive Laufbahn.

### Amateurnationalmannschaft, 1972 bis 1977
Als Aktiver von den Offenbacher Kickers bestritt Heinz Traser vom 6. Dezember 1972 bis zum 26. April 1974 zehn Länderspiele für die Fußballnationalmannschaft der Amateure. Das Debüt war das erste Spiel nach der Olympiade 1972 in München in Hertogenbosch gegen Holland. Beim Halbfinalspiel des UEFA Amateur Cup in Rijeka am 26. April 1974 gegen Holland verwandelte er im fälligen Elfmeterschießen einen Strafstoß und die DFB-Mannschaft gewann diese Entscheidung mit 4:2 Treffern und zog damit in das Finale ein. Finalgegner Jugoslawien und Deutschland wurden gemeinsam zu Europameistern erklärt, da das Endspiel durch Unbespielbarkeit des Platzes nach starken Regenfällen nicht ausgetragen werden konnte. In seiner Saarbrücker Zeit ragten die Olympia-Qualifikationsspiele am 16. April und 15. Mai 1975 in Bielefeld und Barcelona gegen Spanien heraus. Die Teilnahme an der Reise und  die Einsätze bei den Länderspielen in Peking und Singapur im Juli 1975 nimmt einen besonderen Stellenwert ein. Mit seinem 20. Länderspiel am 21. September 1977 in Bielefeld gegen Frankreich beendete er seine Karriere in der Amateurnationalmannschaft.